# 안의 임씨
안의 임씨(安義林氏)는 경상남도 함양군 안의면을 본관으로 하는 한국의 성씨이다. 시조 부안 임씨의 후손 임대량(林大樑)이다.